# 挖子 (彰化縣)
挖子，原寫為挖仔，臺灣話口語上稱為斡仔，是臺灣彰化縣二林鎮的一個傳統地域名稱，位於該鎮北部。相較於今日行政區，其範圍大致包括西庄里東南部及及南部凸出部分的東南端、梅芳里最北端、華崙里北部。

## 歷史
台灣清治末期至日治初期，挖子地區為一街庄，稱為「挖仔庄」，隸屬於二林上堡。該庄昔日東北隔濁水溪主流（今舊濁水溪）與浸水庄、田中央庄相望，東南邊及南邊為塗仔崙庄，西邊及西北邊為萬興庄。
1901年（日治明治三十四年）11月，該庄隸屬於彰化廳。1909年（明治四十二年）10月，改隸屬於臺中廳。1920年（大正九年），該庄改制並雅化為「挖子」大字，隸屬於臺中州北斗郡二林庄。1937年，二林庄升格為二林街。
戰後二林街改制為二林鎮，隸屬於彰化縣，大字亦改制為里。

## 河道變遷
往昔濁水溪出山區行至二水、林內附近後，分成四股水路。1898年（清光緒二十四年）濁水溪南岸支流清水溪上游草嶺潭潰決，洪水排入北路分流，令其成為濁水溪下游的主流。在1904年出版的《臺灣堡圖》上，該分流即標示「濁水溪」，而流經西螺的分流則標示「西螺溪」。　
濁水溪水系的治理於日治時期的1911年即已開始，濁水溪下游平原發生大洪水後，日人成立「濁水溪治水工事事務所」，分三期進行整治工作，台鐵縱貫線通車後，為了保護鐵路，在二水鐵路橋上下游兩岸興建堤防，將原來分流四散的河道截堵成現在流經西螺的濁水溪樣貌。原有北路分流成為排水渠道，改稱舊濁水溪；因於福興鄉麥嶼厝出海，故又稱「麥嶼厝溪」。到了1926年，濁水溪下游主流明顯地幾乎都集中到今天的濁水溪（西螺溪）流路，其他分流流量明顯萎縮。

## 交通
縣道148號（二溪路、興南路、二溪路七段）是王功至草屯的道路，大致以大角度的V字形經過挖子地區中部，往西北可前往萬興、草湖、王功等地，往東北轉東可前往溪湖、員林、草屯等地。